# Ziese
Die Ziese ist ein zwanzig Kilometer langer Bach im Landkreis Vorpommern-Greifswald in Mecklenburg-Vorpommern, Deutschland. 

## Verlauf
Die Ziese wird aus seitlichen Zuflüssen gespeist und entwässert das bis zu drei Kilometer breite Ziesetal (auch Ziesebruch), ein vor der Weichseleiszeit entstandenes Urstromtal, zu beiden Enden hin:
- westlich mündet sie westlich von Kemnitz an der Grenze zur Kreisstadt Greifswald in die Dänische Wiek
- östlich mündet sie südwestlich von Wolgast bei Hohendorf in der Hohendorfer Bucht in den Peenestrom, der das Stettiner Haff und die Ostsee verbindet.

## Ehemaliger Torfkanal

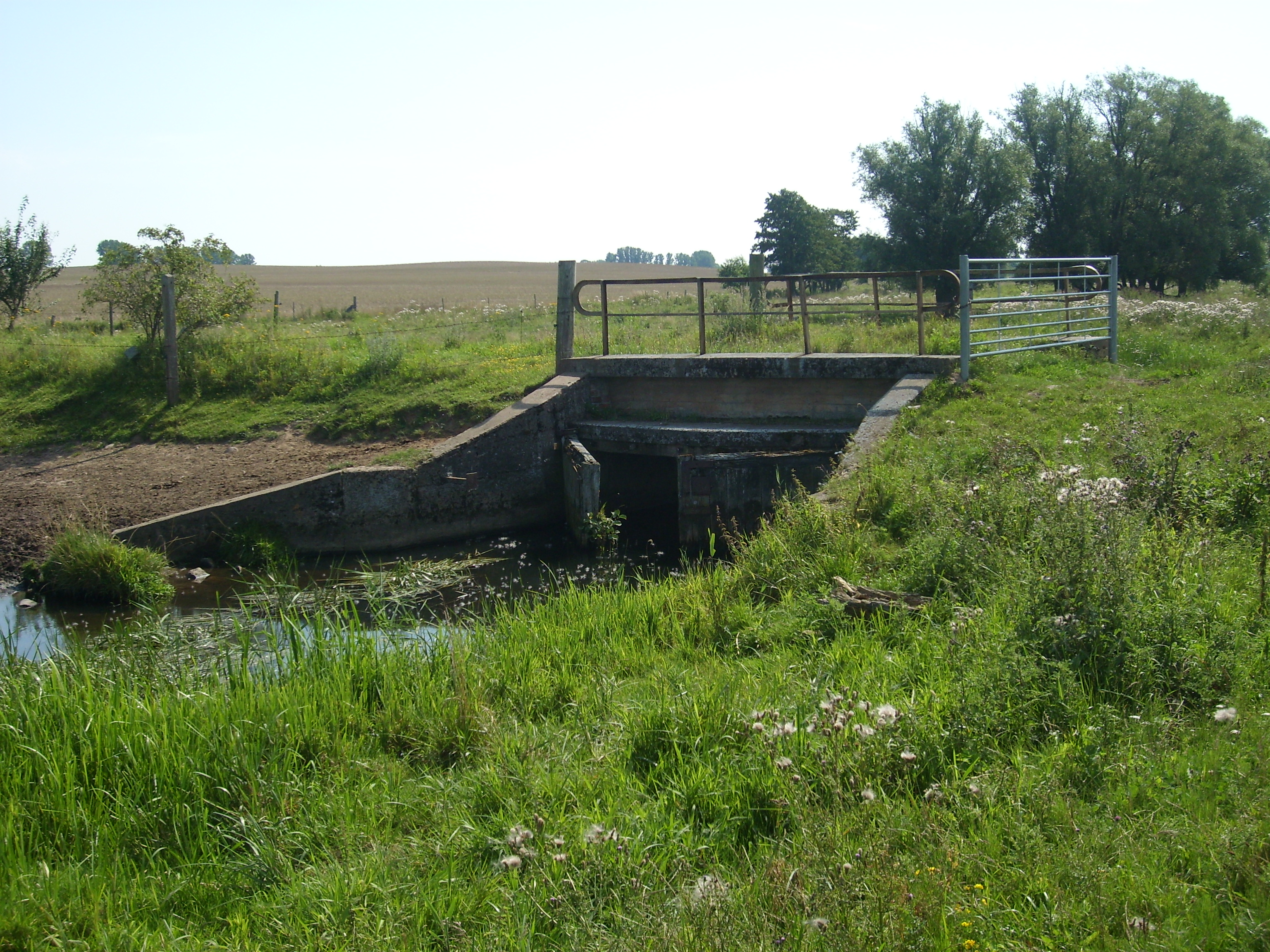
Schleuse kurz vor der Mündung in die Dänische Wiek des Greifswalder Boddens

Der Scheitelbereich (etwas unter 4,9 m ü. NN) der Ziese bei Rappenhagen, einem Teil der  Gemeinde Kemnitz, wurde im 18. Jahrhundert künstlich als Kanal zum Transport von Torf angelegt. Wasserstand und Fließrichtung sind hier von Stauschleusen abhängig. Gleichwohl wird er oftmals als Bifurkation bezeichnet. Da sich hier aber keine Strömung teilt, sondern das überwiegend stehende Wasser eines Grabens in zwei Richtungen abfließt, ist eigentlich die Bezeichnung Pseudobifurkation korrekt. 

## Zuflüsse und Abfluss
Der westliche Teil der Ziese war früher einmal der Unterlauf des Hanshäger Bachs. Dessen Quellbäche entspringen bei Groß Kiesow und vereinigen sich bei Hanshagen.
Der größte in den Scheitelbereich der Ziese mündende Zufluss wird heute hydrografisch der östlichen Ziese zugerechnet. Er entspringt auf 20 m ü. NN am Nordrand des Karbower Walds zwei Kilometer südsüdwestlich von Neu Boltenhagen.
Der größte Zufluss der östlichen Ziese heißt „Mühlgraben“ oder genauer Lodmannshäger Mühlgraben, sein Oberlauf Prägelbach. Dessen Quellen liegen bei Lühmannsdorf und Wrangelsburg.
Der Eintrag der Ziese ist mit 0,5 m³/s der drittgrößte Wassereintrag in den Peenestrom nach den Wassereinträgen von Peene und Oder.

## Landschaft
Da das gelegentlich auch als „Ziesebruch“ bezeichnete Ziesetal eine feuchte, ehemals moorige Niederung ist, liegt kaum eine Siedlung direkt an dem Gewässer. Die Wiesen entlang der Ziese werden vorwiegend landwirtschaftlich als Weideflächen genutzt.